# 对生紫柄蕨
对生紫柄蕨（学名：Pseudophegopteris rectangularis）为金星蕨科紫柄蕨属下的一个种。

## 扩展阅读
- 維基物種上的相關：对生紫柄蕨